# Якість природного середовища
Я́кість приро́дного середо́вища люди́ни (я́кість довкі́лля) — означає збереження екологічної рівноваги в ньому у такому вигляді, щоб люди могли жити і розвиватися як біологічні істоти. Цього можна досягти, якщо під час освоєння природи у процесі виробництва виходити з розуміння обмеженості можливостей біосфери.
Окрім рівня забруднення атмосферного повітря та води, капітальних вкладень на заходи з охорони та раціонального використання природних ресурсів, до показників якості довкілля варто зарахувати також і якість природно-кліматичних умов, інтегрувальну характеристику складу й обсягу природно-сировинних ресурсів, сучасні фізико-географічні явища та процеси.